# 威海衛租借地

威海衛租借地
威海衞
Weihaiwei

威海衛の位置（青）

威海衛租借地（いかいえいそしゃくち、ウェイハイウェイそしゃくち、中国語：英租威海卫、英語：British Weihaiwei）とは、1898年から1930年の山東半島にかつて存在したイギリス帝国の租借地である。その面積は約750平方キロにおよび、中心地ポート・エドワード（現在の威海市）の城壁や威海湾、劉公島、海岸線116キロから16キロの内陸にまで達する大陸部が含まれていた。威海衛は旅順口区（ポート・アーサー）とともに、北京への海側の進入路である渤海への入口を管理していた。

## 背景
威海衛の港は、清王朝末期の1888年に北洋艦隊の基地として指定されていた。1895年、日清戦争の主要な戦闘である威海衛の戦いにおいては大日本帝国の陸海軍に港を占拠され、その占領期間は1898年にイギリスが引き継ぐまで続いた。
1898年3月、旅順・大連租借に関する露清条約によってロシア帝国が清から旅順港の25年間分の租借権を得たが、ロシアの台頭を抑えたかったイギリスもこれに続いて租借地を求め、清政府に圧力をかけた。遼東半島にある旅順のロシア艦隊を監視しやすい場所としてイギリスが目をつけたのが威海衛であり、ロシアを抑止する負担が抑えられると日本へ説得することで、日本の威海衛占領軍と入れ替わる形で威海衛に入港することとなった。イギリス艦隊は1898年5月24日に威海衛を占拠し、7月に締結された訂租威海衛専条の条約文には、イギリスの租借権が「ロシアが旅順港の占領を許可されている間は有効である」と明記された。イギリスは主にイギリス海軍中国艦隊の夏季の停泊地および保養地として、また、極東地域にいる艦艇の寄港地として港を利用していた。軍事や司法以外の地方行政は中国の管轄下にあり、港自体も1923年までは自由港であった。
1904年に日露戦争が勃発した際の中国艦隊司令は当初、イギリスが紛争に巻き込まれるのを避けるために威海衛から艦艇を撤退させるように命じた。しかし、日本側はロシア帝国海軍が威海衛を安全な退避所として使うことを恐れ、イギリス側に艦隊を戻すよう圧力をかけることに成功した。威海衛は戦争を取材していた特派員らが電信や無線の通信所として利用しており、旅順港に物資を持ち込み旅順口攻撃のための密輸源にもなっていた。1905年に日本がロシアに勝利すると日本は旅順港を1945年まで占領し、イギリスは1930年まで威海衛の租借権を延長した。

## イギリスの統治

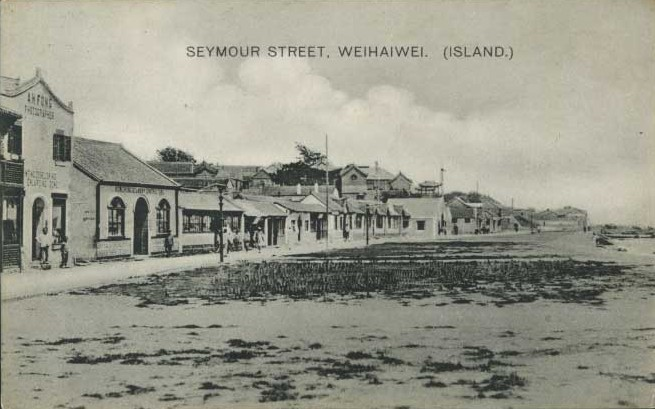
威海衛の海岸沿いにあったセイモア（Seymour）通り（1905〜1910年ごろ）

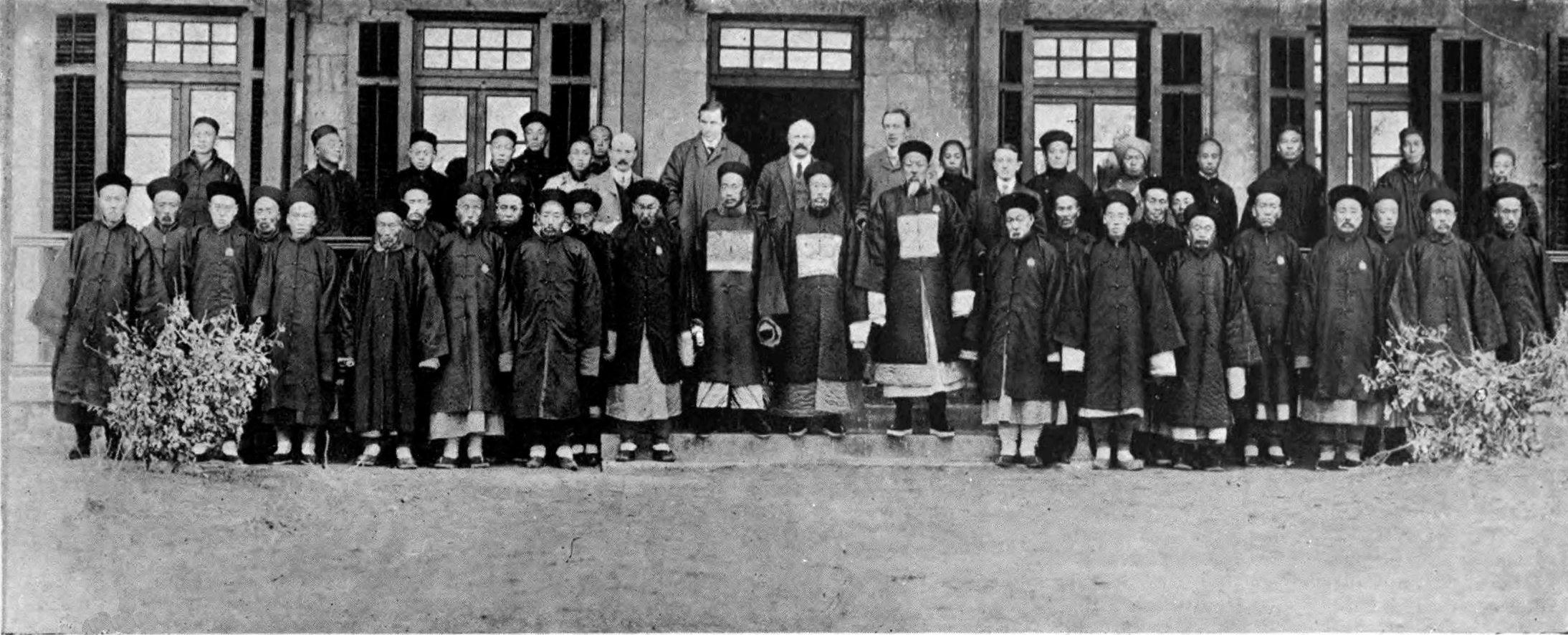
1908年当時の弁務官と駐在員ら

イギリス領香港のような海軍基地になることが想定されていたため、威海衛の管轄は戦争省が担っていた。したがって、威海衛最初の弁務官はイギリス陸軍から任命され、劉公島を拠点にしていた。租借当初は海軍士官のエドワード・セイモア（≠弁務官）によって管理されたが、イギリス軍工兵部隊主導の調査では、威海衛は主要な海軍基地や貿易港には適さないと判断された。1898年、弁務官職はアーサー・ドワード、次いでジョン・デインツリーが戦争省による任命を受けた。租借地の駐屯兵は200人のイギリス兵と、特別に構成されイギリス人将校が率いる威海衛連隊、正式名：第1中国連隊（1st Chinese Regiment）から成っていた。1901年には、威海衛を要塞化してはならないと決定されたほか、行政が戦争省から植民地省に移管され、民間人を弁務官に任命できるようになった。
1909年には、1898年にイギリスが租借した香港の新界の恒久支配と引き換えに、威海衛を中国の統治下へ返還することを香港総督のフレデリック・ルガードが提案したが、これが採択されることはなかった。
威海衛は香港や他のイギリス植民地のように発展したわけではない。これは、威海衛が含まれていた山東省がドイツ帝国（第一次世界大戦後は日本）の勢力圏内にあったためである。ドイツはイギリスの威海衛を認める代わりに、イギリスが山東のドイツ領を認め、威海衛から山東内陸部に鉄道を建設しないようアーサー・バルフォアを通じてイギリスに要求し、保証を得た。
イギリス統治期の威海衛には住宅のほか、病院、教会、茶館、運動場、郵便局、海軍の共同墓地などが建設された。

### 弁務官
威海衛弁務官（Commissioner of Weihaiwei）は威海衛租借地の統治機関における首長を務めた。民間人が任命されるまでの当初の弁務官はイギリス軍人であり、1902年2月になると民間人が租借地の管理者として任命された。ジェームズ・スチュワート・ロックハートは1921年までその役職に就いたが、彼は民間人弁務官の拠点をMatouからポート・エドワードに改め、租借地をイギリス人駐在員のためのリゾート地として開発し始めた。
弁務官は完全な総督職（Governorship）ではなかったため、意志決定や条例可決の際に、租借地の立法あるいは執行審議会に諮る必要がなく、より多くの権限が与えられていた。弁務官はイギリス国外にあるその領土を代表する責務も有していた。
ロックハートの後継には、アーサー・ブラント、そしてウォルター・ブラウンが任命された。その後最後の弁務官は、かつて清朝最後の皇帝愛新覚羅溥儀の家庭教師も歴任した中国研究家レジナルド・ジョンストンが1927年から1930年まで務めた。

### 弁務官旗

1899〜1903年の弁務官旗

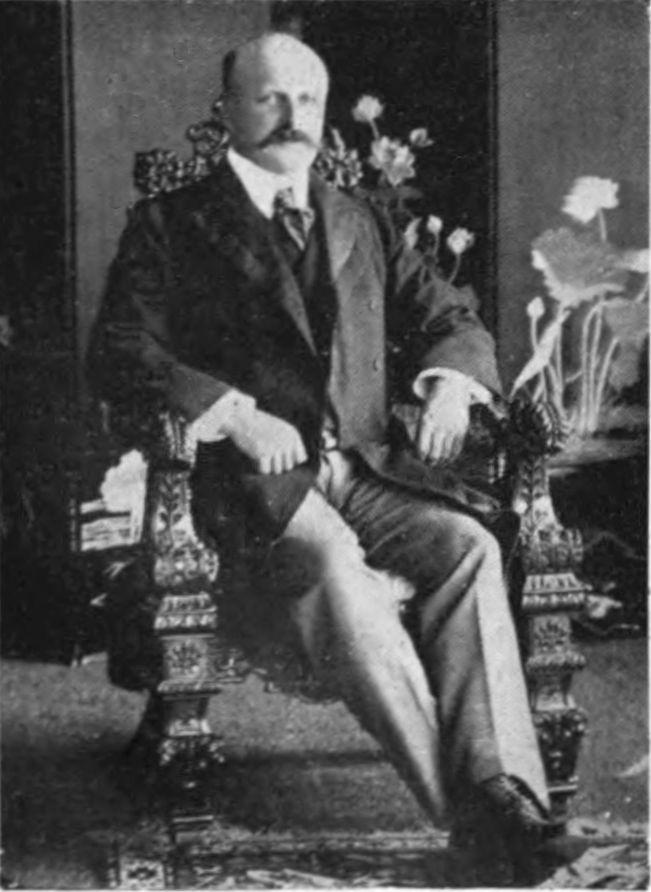
第3代弁務官ジェームズ・ロックハート

威海衛の弁務官は当初、清朝の国旗の青竜が描かれたユニオンジャックを弁務官旗として用いていた
。しかしロックハートが最初の民間人弁務官として着任した際、彼はイギリス国旗に中国のシンボルを使用するのは不適切だと感じたため、青竜をオシドリに置き換えるよう求める書簡を植民地省に出した。当時のイギリス国王エドワード7世は、1903年に威海衛の旗を作らせるとともに、新しいデザインを承認した。

### 歴代弁務官
- 1898-1901 アーサー・ドワード（英語版） [15]
- 1901-1902 ジョン・デインツリー（英語版）[16]
- 1902-1921 ジェームズ・スチュワート・ロックハート（英語版）
- 1921-1923 アーサー・ブラント（Arthur Powlett Blunt）[17]
- 1923-1927 ウォルター・ブラウン（Walter Russell Brown）[18]
- 1927-1930 レジナルド・ジョンストン [19]

## 軍事および警察
威海衛連隊は1898年にハミルトン・ボワー中佐を指揮官として結成され、1900年の義和団の乱などに参加した。連隊は1906年の軍令第127号により、同年に完全に解散を命じられた。
3人のColour sergeantが警部補として任命されるなど、兵士の中には常備警察として維持された者もあった。警察部隊は3人のイギリス人警部補と55人の中国人巡査で構成されていた。
香港で1922年船員ストライキが起きたその年の9月には、最初の約50人の威海衛の男性を王立香港警察の巡査として雇うため、植民地政府は2人の警官を威海衛に派遣した。半年間の訓練を終えた後、法と秩序を維持すべく彼らは1923年3月に香港へ赴任した。威海衛出身の警官は香港では「D部隊」として知られ、ヨーロッパ人の「A」、インド人の「B」、広東人の「C」と区別するために「D」の文字が認識番号としてあらかじめ用意されていた。1926年末には、中国人警官はインド人に置き換えられた。

## 司法
イギリスは1903年に高等法院を威海衛に設置した。その判事は、上海にあった英国高等領事裁判所の判事あるいは最高法廷弁護士から選任された。1930年の租借地廃止まで、以下の3人が判事を務めた。
- 1903-1916 フレデリック・ボーン（英語版）
- 1916-1925 ハイラム・パークス・ウィルキンソン
- 1925-1930 ピーター・グレイン（英語版）

判事が不在の場合には、弁務官が司法権を行使できた。
威海衛法院からは香港最高法院への上告が可能であったが、香港での上告は一度もなかったという。

## 経済

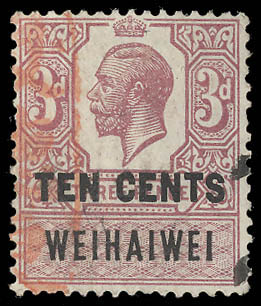
1921年に発行された収入印紙のひとつ。

日清戦争後に人口が減りつつあった威海衛では経済活動が落ち込んでいたため、租借地獲得当初のイギリスは1901年にポート・エドワードを、輸出入関税を廃止し港湾利用料のみを徴収する自由貿易港とした。これとともに港湾部のインフラ整備や貨物置場の設置などを進めたことで、貨物取扱量は1902年の15万トンから1929年には130万トンとおよそ8.7倍、貿易総額も1919年の811万元から1928年には1914万元へと増加し、当初は赤字だった租借地財政にも余裕が生まれた。
また、威海衛には民族資本や外国資本を合わせ400社以上が進出し、スワイヤー商社や三井物産をはじめとする大手企業も出張所を設け、落花生や石炭、綿糸などを取り扱っていた。しかし前述のように、元来貿易港には適していない地形だったことや威海衛が主に海軍の駐屯地として利用されていた事情などもあり、ドイツ領であった青島などに比べるとその活動規模は小さかった。

## 返還

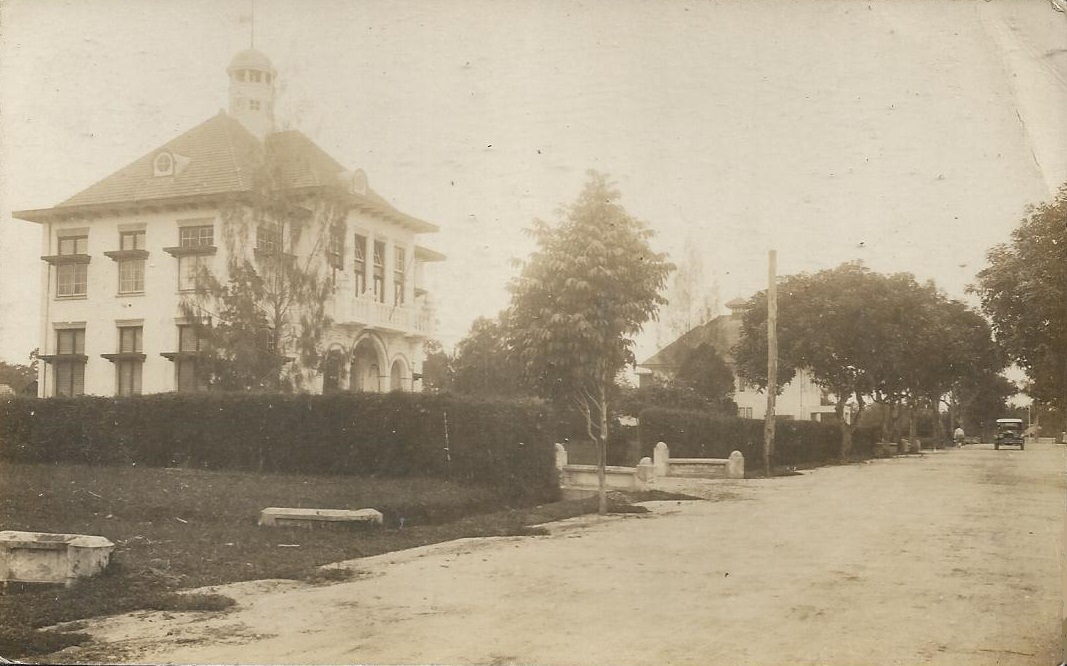
ポート・エドワードの通りに面した邸宅（1930年ごろ）

旅順が1905年に日本統治下に入った時点で、イギリスとしては威海衛を保有する理由はほぼ無くなっていたが、手放すことで清政府による租借地返還要求がさらに高まることを危惧していたため、当初は財政赤字でありながらこの地を維持し続けていた。1927年に南京で蒋介石政権が発足すると、租借地回復という功績を立てるべく中国側はイギリスへ譲歩するようになった。こうして1930年に返還が実現することとなったが、イギリスは威海衛で施行されていた特例制度の維持や外国人の土地所有、娯楽施設と墓地などの30年間にわたる無償貸与といった条件を付けるなどしたため、威海衛における事実上の権益は残されたままであった。
統治権が移行する10月1日、レジナルド・ジョンストンはユニオンジャックと中華民国の国旗を並んで掲げた。中国に返還された後の威海衛は中国の特別行政区（威海衛行政区）となったため、中国はイギリス人弁務官の役職を自国流の長官に置き換えた。その後には回復威海衛記念塔が建てられたが、中国政府は上述の条件のうちのひとつとして劉公島を10年間イギリス海軍に貸与しており、1940年10月1日に日本軍が上陸したことでその実効支配が終了した。